# Hughes-Airwest-Flug 706
Eine McDonnell Douglas DC-9-31 stürzte auf dem Hughes-Airwest-Flug 706 am 6. Juni 1971 nach einer Flugzeugkollision in der Luft mit einer McDonnell F-4 Phantom II bei Duarte ab.

## Verlauf
Die DC-9 war um 18:02 Uhr vom Los Angeles International Airport mit dem Ziel Salt Lake City gestartet. Um 18:09 Uhr sollte sie eine Höhe von 12.000 Fuß erreicht haben.
Um 17:16 Uhr war eine F-4 des US Marine Corps mit dem Ziel El Toro gestartet. Wegen einiger technischer Schwierigkeiten, Ausfall des Transponders und der Sauerstoffmasken musste die F-4 niedriger als normal fliegen.
In der Nähe von Palmdale musste die F-4 wegen schlechten Wetters auf eine Höhe von 15.500 Fuß steigen. Gegen 18:11 Uhr kollidierte das Seitenruder der F-4 mit dem Cockpit der DC-9 und riss es auf Höhe der Pilotensitze ab. Die DC-9 torkelte durch die Luft und stürzte am Mount Bliss ab, der Waffensystemoffizier der F-4 konnte sich mit dem Schleudersitz retten. Alle 49 Insassen der DC-9 und der Pilot der F-4 starben.

## Ähnliche Fälle
Bezüglich Ort und Hergang:
- Pacific-Southwest-Airlines-Flug 182
- Aeroméxico-Flug 498